# Lega professionistica del Golfo persico 2022-2023

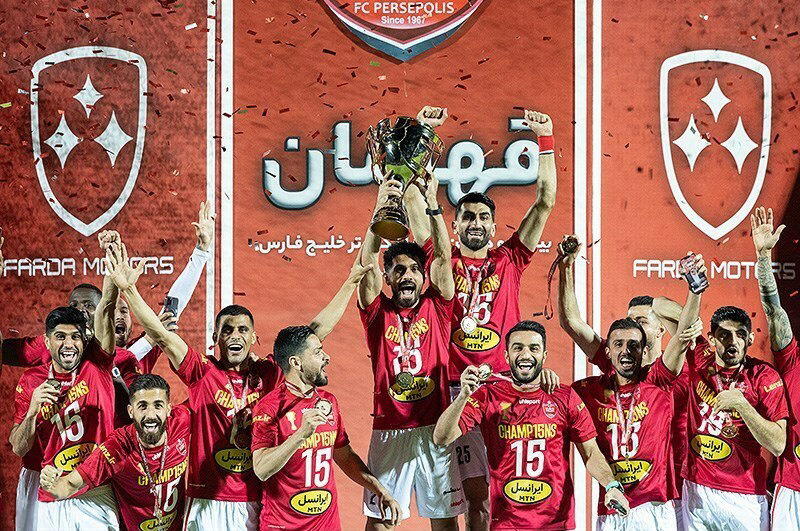
Il Persepolis F.C. festeggia la vittoria.

La Lega professionistica del Golfo persico 2022-2023 è la 52ª edizione del massimo livello del campionato iraniano di calcio, la 22ª edizione come Lega professionistica d'Iran. Il campionato è iniziato l'11 agosto 2022.

## Stagione

### Formula
Le 16 squadre si affrontano due volte in un girone di andata e ritorno per un totale di 30 partite.

La prima classificata vince il campionato ed è ammessa alla fase a gironi della AFC Champions League 2024.

La seconda classificata accede alla fase a gironi della AFC Champions League 2024.

La terza classificata accede all'ultimo turno di qualificazione della AFC Champions League 2024.

La vincente della Coppa d'Iran 2022-2023 accede alla fase a gironi della AFC Champions League 2024. Se la vincente della Coppa d'Iran ha terminato il campionato nei primi tre posti, la quarta classificata accede all'ultimo turno di qualificazione della AFC Champions League 2024.

Le ultime tre classificate (14º, 15º e 16º posto) retrocedono in Lega Azadegan 2023-2024.

## Squadre partecipanti
| Squadra              | Città             | Stadio               |
| -------------------- | ----------------- | -------------------- |
| Aluminium Arak       | Arak              | Imam Khomeini        |
| Esteghlal            | Teheran           | Azadi                |
| Foolad               | Ahvaz             | Foolad Arena         |
| Gol Gohar            | Sirjan            | Imam Ali             |
| Havadar              | Eslamshahr        | Shohadaye            |
| Malavan              | Bandar-e Anzali   | Sirous Ghayeghran    |
| Mes Kerman           | Kerman            | Shohadaye Mes        |
| Mes Rafsanjan        | Rafsanjan         | Shohadaye Mes Kerman |
| Naft Masjed Soleyman | Masjed-e Soleyman | Behnam Mohammadi     |
| Nassaji Mazandaran   | Qaemshahr         | Vatani               |
| Paykan               | Teheran           | Shahr-e Qods         |
| Persepolis           | Teheran           | Azadi                |
| Sanat Naft           | Abadan            | Takhti               |
| Sepahan              | Isfahan           | Naghsh-e-Jahan       |
| Tractor Sazi         | Tabriz            | Yadegar-e Emam       |
| Zob Ahan             | Esfahan           | Foolad Shahr         |

## Giocatori stranieri
Il numero di giocatori stranieri è stato ridotto a 4 per ogni club della Lega professionistica del Golfo persico, incluso un posto per un giocatore proveniente da nazioni della AFC. In grassetto i calciatori convocati dalla propria nazionale.
| Squadra        | Giocatore 1       | Giocatore 2      | Giocatore 3      | Giocatore AFC    | Ex giocatori     |
| -------------- | ----------------- | ---------------- | ---------------- | ---------------- | ---------------- |
| Aluminium Arak | Hansel Zapata     |                  |                  | Valentino Yuel   | Omid Singh       |
| Esteghlal      | Raphael Silva     | Arthur Yamga     |                  | Azizbek Amonov   |                  |
| Foolad         | Christopher Knett | Moussa Coulibaly | Ayanda Patosi    |                  | Ali Ghorbani     |
| Gol Gohar      | Kiros Stanlley    | Wescley          | Eric Bocoum      |                  |                  |
| Havadar        |                   |                  |                  |                  |                  |
| Malavan        |                   |                  |                  |                  |                  |
| Mes Kerman     |                   |                  |                  |                  |                  |
| Mes Rafsanjan  | Chimba            | Jeferson Bahia   | Godwin Mensha    |                  |                  |
| Naft MIS       |                   |                  |                  |                  |                  |
| Nassaji        | Adama Niane       |                  |                  |                  |                  |
| Paykan         | Tito Okello       |                  |                  |                  |                  |
| Persepolis     | Giorgi Gvelesiani | Jürgen Locadia   | Sherzod Temirov  | Vahdat Hanonov   |                  |
| Sanat Naft     | Sheriddin Boboyev |                  |                  |                  |                  |
| Sepahan        | Renato Silviera   | Nilson Júnior    | Manuel Fernandes | Elvis Kamsoba    |                  |
| Tractor        | Gustavo Vagenin   | Ricardo Alves    |                  | Safaa Hadi       | Hojjat Haghverdi |
| Zob Ahan       |                   |                  |                  | Ehson Panjshanbe |                  |

## Classifica marcatori
Aggiornata al 18 agosto 2022.
| Pos. | Giocatore                | Squadra       | Reti |
| ---- | ------------------------ | ------------- | ---- |
| 1    | Yasin Salmani            | Sepahan       | 2    |
| 2    | Mohammad Abbaszadeh      | Tractor       | 1    |
| 2    | Ali Asghar Ashouri       | Gol Gohar     | 1    |
| 2    | Sajjad Bazigar           | Malavan       | 1    |
| 2    | Reza Dehghani            | Naft MIS      | 1    |
| 2    | Hossein Doustdar         | Mes Kerman    | 1    |
| 2    | Manuel Fernandes         | Sepahan       | 1    |
| 2    | Mehdi Ghayedi            | Esteghlal     | 1    |
| 2    | Aref Gholami             | Esteghlal     | 1    |
| 2    | Danial Jahanbakhsh       | Paykan        | 1    |
| 2    | Ayoub Kalantari          | Nassaji       | 1    |
| 2    | Amir Hossein Karimi      | Naft MIS      | 1    |
| 2    | Mohammad Amin Kazemian   | Mes Kerman    | 1    |
| 2    | Mehdi Mehdipour          | Esteghlal     | 1    |
| 2    | Mohammad Javad Mohammadi | Havadar       | 1    |
| 2    | Luciano Pereira          | Mes Rafsanjan | 1    |
| 2    | Peyman Ranjbari          | Naft MIS      | 1    |
| 2    | Ramin Rezaeian           | Sepahan       | 1    |
| 2    | Reza Shekari             | Gol Gohar     | 1    |
| 2    | Hamed Shiri              | Nassaji       | 1    |